# Zespół Szkół Ekonomiczno-Administracyjnych im. Stanisława i Władysława Grabskich w Kole

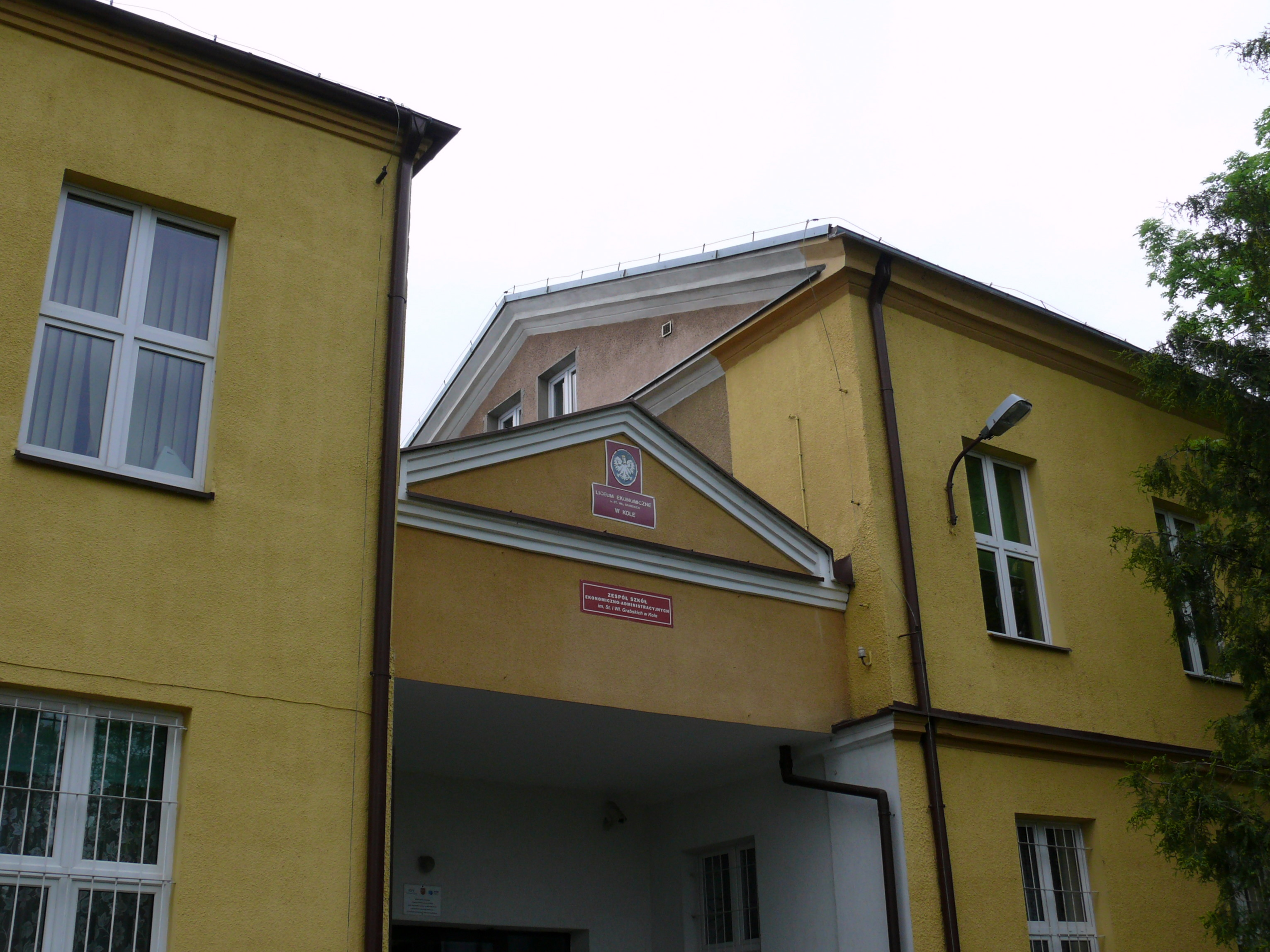
Wejście do szkoły

Zespół Szkół Ekonomiczno-Administracyjnych im. Stanisława i Władysława Grabskich w Kole – polski zespół szkół ponadpodstawowych o profilu ekonomicznym w Kole. Szkoła położona jest nad wschodnim brzegiem Warty, na terenie osiedla Przedmieście Warszawskie. Istnieje od 1947 roku.
Jeden z budynków szkoły został wpisany do gminnej ewidencji zabytków.

## Historia
Staraniem władz samorządowych, organizacji społecznych, kupiectwa i spółdzielczości, Kuratorium Okręgu Szkolnego Poznańskiego w roku 1947 powołało Gimnazjum i Liceum Handlowe. Władze miasta na rzecz szkoły przekazały dawny budynek szkoły podstawowej za mostem prowadzącym na Przedmieście Warszawskie. 4 września 1947 roku nominację na dyrektora szkoły otrzymał Leon Stawicki – absolwent Akademii Handlowej w Poznaniu. Grono pedagogiczne zostało skompletowane i wstępne egzaminy zostały przeprowadzone do 16 września, a 17 września 1947 roku w sali Starostwa Powiatowego odbyła się uroczystość inauguracyjna. Szkoła przyjęła następnie nazwę Państwowe Koedukacyjne Gimnazjum i Liceum Handlowe w Kole. Pracę w szkole rozpoczęło 16 nauczycieli, w tym 6 dochodzących do szkoły z Liceum i Gimnazjum „Oświata”, a do szkoły uczęszczało 212 uczniów.
W 1950 roku szkoła przeniosła się do gmachu przy ulicy Mickiewicza 14, zajmowanego przez starostwo, a przed II wojną światową będącego siedzibą liceum ogólnokształcącego. Przy szkole działał Związek Młodzieży Polskiej, Związek Harcerstwa Polskiego i chór oraz biblioteka. Do 1951 roku w szkole naukę pobierało 1460 uczniów, a maturę zdało 97. 
W 1951 roku szkoła została przekształcona w Technikum Handlowe. Na przełomie 1951 i 1952 roku postanowiono zmienić profil szkoły, pozostawiając tylko jeden profil ekonomiczny, a wprowadzając zamiast tego dwie klasy o kierunku mechanicznym. W 1954 roku szkoła została przekazana Ministerstwu Rolnictwa i przekształcona w Technikum Weterynaryjne, postanowiono jednak doprowadzić pozostałe klasy handlowe do matury zgodnie z wcześniejszym programem. Technikum Handlowe oficjalnie przestało istnieć w 1957 roku.
W 1960 roku Technikum Weterynaryjne zostało zlikwidowane, a Ministerstwo Oświaty zezwoliło na otwarcie w Kole 5-letniego Technikum Ekonomicznego, od 1961 roku prowadzono również Państwową Szkołę Techniczną dla absolwentów liceów ogólnokształcących, a w 1963 roku otwarto również Technikum Ekonomiczne dla Pracujących. Siedziba szkoły mieściła się w budynku przy ulicy Mickiewicza 1, który był jednak zbyt mały na jej potrzeby. W 1967 roku szkoła została Liceum Ekonomicznym. W 1973 roku powstało Liceum Ekonomiczne dla Pracujących (zamknięte w 1991 roku), a w 1974 roku przy szkole działało Liceum Zawodowe, uczące sprzedawców i magazynierów. W latach 70. XX wieku wprowadzono również specjalności: administracja terenowa, pracownik administracyjno-biurowy, kelner bufetowy i gastronom oraz kierunek włókienniczy (na potrzeby Widzewskich Zakładów Przemysłu Bawełnianego Wi-Ma).
Pod koniec lat 80. XX wieku rozpoczęto starania na rzecz budowy nowego budynku szkolnego. Prace rozpoczęto w 1989 roku, jednak z powodu problemów finansowych przerwano je w 1990 roku, ponownie rozpoczęto je rok później, a nowy budynek oddano do użytku 18 września 1992 roku. W 1992 roku powołano nowy typ szkoły – Technikum Zawodowe oraz wprowadzono kolejny kierunek: technik hotelarstwa. W tym samym roku wybrano również patronów szkoły, którymi zostali bracia Stanisław i Władysław Grabscy, przekazano wówczas także szkole historyczny sztandar oraz odsłonięto tablicę pamiątkową poświęconą Leonowi Stawickiemu.
W 2002 roku powołano przy Technikum Liceum Profilowane oraz Szkołę Zawodową i Szkołę Policealną, szkoła została wówczas Zespołem Szkół Ekonomiczno–Administracyjnych w Kole. W 2010 roku wmurowano kamień węgielny pod budowę sali gimnastycznej, którą ukończono w 2012 roku.
Od 1 września 1997 roku do 31 sierpnia 1998, tj. przez jeden rok szkolny, funkcję dyrektora pełniła Danuta Krzyżanowska, a od 1 września 1998 roku dyrektorem był Mieczysław Drożdżewski. Od 2006 roku dyrektorem placówki była mgr Elżbieta Sztanga, a w 2016 roku dyrektorem ponownie został Mieczysław Drożdżewski. W tym samym roku powstało również Stowarzyszenie Absolwentów i Przyjaciół Kolskiego Ekonomika.
W roku szkolnym 2023 nie prowadzono rekrutacji do klas liceum.

### Internat
Od 1 września 1961 roku w położonym niedaleko od szkoły domu przy ulicy Sienkiewicza 7 działał internat. W internacie dostępnych było 55 miejsc, liczba mieszkańców dochodziła jednak czasem aż do 60. Warunki mieszkalne w internacie były w początkowym okresie jego funkcjonowania trudne, co spowodowane było skromnym wyposażeniem oraz niedostatecznymi funduszami, które przeznaczone miały być na przystosowanie obiektu. W 1977 roku piwnica budynku została zaadaptowana na świetlicę. 
Pierwszą wychowawczynią, pracującą w internacie w latach 1961–1971, była Jadwiga Karwacka (żona przyszłego dyrektora szkoły, Michała Karwackiego). Następnie wychowawczyniami były: Anna Wielogórska, Krystyna Szymankiewicz, Izabela Żurawik, Alina Bawarska, Czesława Piguła (1976–1986), Izabela Mroczkowska (1986–1987), Elżbieta Karwacka i Anna Karolak. Długoletnią kierowniczką internatu była Zofia Rydzewska, a od 1986 roku Czesława Piguła.
W 1976 roku internat uzyskał II miejsce w konkursie na najlepszy internat w regionie. Przy internacie działała Młodzieżowa Rada Internatu, która nadzorowała działalność klubów i kółek, organizację meczów oraz inne akcje. Internat zlikwidowano w 1991 roku. 

## Stan obecny
W roku szkolnym 2020/2021 szkoła prowadziła rekrutację do klas:
- liceum ogólnokształcące o profilu prozdrowotnym z elementami ratownictwa medycznego
- liceum ogólnokształcące o profilu europejsko-medialnym z elementami dziennikarstwa

Oraz do klas technikum, nadających tytuły zawodowe:
- technikum o profilu menadżersko-prawnym (technik ekonomista)
- technik rachunkowości
- technik geodeta
- technik obsługi turystycznej/technik organizacji turystyki

W szkole działa Klub Europejczyka (współpraca z Fundacją Schumana, jako jedna z nielicznych szkół w Wielkopolsce). Poza tym przy szkole funkcjonuje również Harcerska Drużyna Wędrownicza, Szkolne Koło PCK. Szkoła brała udział w organizowaniu wydarzeń takich jak festiwal „Opole w Kole”, „Ekonomalia” i „Ekonomik dla Koła”.

## Dyrektorzy szkoły
Lista dyrektorów szkoły od 1947 roku:
- Leon Stawicki (1947–1950)
- Wiktor Zieleśkiewicz (1950–1951)
- Leon Stawicki (ponownie, 1951–1952)
- Jerzy Horodyski (1952–1953)
- Edward Szymański (1953–1954)
- Józef Sobień (1954–1955)
- Eugeniusz Rybacki (1955–1960)
- Zofia Zdrojowa (1960–1971)
- Piotr Łukaszewski (1971–1975)
- Michał Karwacki (1975–1990)
- Barbara Szlaga (1990–1997)
- Danuta Krzyżanowska (1997–1998)
- Mieczysław Drożdżewski (1998–2006)
- Elżbieta Sztanga (2006–2016)
- Mieczysław Drożdżewski (ponownie, od 2016)

## Pracownicy szkoły
- Bernard Draheim – lekarz szkolny
- Mieczysław Drożdżewski – nauczyciel fizyki i dyrektor szkoły
- Kazimierz Kasperkiewicz – nauczyciel języka niemieckiego
- Leon Leja – jeden z założycieli szkoły, fundator i kierownik internatu
- Józef Stanisław Mujta – nauczyciel historii
- Stanisław Sudoł – nauczyciel księgowości w latach 1949–1951

## Znani absolwenci
- Mikołaj Kołodziejczak
- Jan Kumider
- Henryk Perzyński